# Chamberlingletsjer (Groenland)
De Chamberlingletsjer is een gletsjer in de gemeente Qaasuitsup in het uiterste noordwesten van Groenland. Het is een van de vier gletsjers die uitkomen in het Wolstenholme Fjord. De andere drie gletsjers zijn de Salisburygletsjer, de Knud Rasmussengletsjer en de Harald Moltkegletsjer. Van deze vier gletsjers is de Chamberlingletsjer de langste, met een lengte van 8 kilometer en een breedte van 800 meter.
Ten zuiden van de gletsjer ligt de Thule Air Base.